# جام شهدا ۱۳۹۴
جام شهدا ۱۳۹۴ دومین دوره مسابقات جام شهدا می‌باشد. این مسابقات هر دو سال یکبار برگزار می‌شود. این دوره از مسابقات در تهران در ورزشگاه شهدای شهرقدس و در تاریخ ۲ بهمن آغاز و در تاریخ ۶ بهمن به پایان رسید.
این دوره از مسابقات با حضور چهار تیم ایرانی پرسپولیس، ذوب آهن، سایپا و صبا برگزار شد.

## جام شهدا ۱۳۹۴
غلامرضا بهروان در مورد برگزاری جام شهدا و اینکه برخی رسانه‌ها از حضور یک تیم عراقی در این جام خبر داده‌اند، گفت: جام شهدا با ۴ تیم لیگ برتری، پرسپولیس، سایپا، ذوب آهن و صبای قم برگزار می‌شود. البته برخی اصرار دارند که یک تیم از نجف عراق و تیم ملی دانشجویان هم در این مسابقات حضور داشته باشند که اسپانسر مسابقات با چنین مسئله‌ای موافقت نکرده است. اسپانسر با حضور همین ۴ تیم لیگ برتری موافق است.
وی ادامه داد: ضمن اینکه برگزاری مسابقات با ۶ تیم سخت‌تر خواهد بود و اینکه تیم‌های لیگ برتری بخواهند در ۶ روز سه بازی سنگین برگزار کنند برای آنها دشوار خواهد بود. ضمن اینکه کیفیت تیم‌های حاضر در مسابقات هم مهم است. جام شهدا برای ارج نهادن به مقام شهید است.
رئیس کمیته مسابقات سازمان لیگ در مورد زمان و محل برگزاری جام شهدا، گفت: جام شهدا در ورزشگاه شهر قدس برگزار خواهد شد و به احتمال فراوان در روزهای دوم و چهارم بهمن ماه برگزار خواهد شد.

## پخش زنده
این مسابقات از شبکه سه و شبکه ورزش پخش می‌شود.

## تیم‌های شرکت‌کننده
| کشور  | تیم            | مکان   | کنفدراسیون | لیگ                | حضور در تورنمنت | حضور قبلی | بهترین عملکرد قبلی |
| ----- | -------------- | ------ | ---------- | ------------------ | --------------- | --------- | ------------------ |
| ایران | سایپا (میزبان) | تهران  | ای‌اف‌سی     | لیگ برتر خلیج فارس | ۱مین بار        | –         | آغاز کار           |
| ایران | پرسپولیس       | تهران  | ای‌اف‌سی     | لیگ برتر خلیج فارس | ۱مین بار        | –         | آغاز کار           |
| ایران | ذوب‌آهن         | اصفهان | ای‌اف‌سی     | لیگ برتر خلیج فارس | ۱مین بار        | —         | آغاز کار           |
| ایران | صبا            | قم     | ای‌اف‌سی     | لیگ برتر خلیج فارس | ۱مین بار        | –         | آغاز کار           |

## ورزشگاه
مسابقات جام شهدا تورنمنتی دوستانه برای زنده نگه داشتن یاد شهدای دفاع مقدس است به همین دلیل تمامی دیدارها در ورزشگاه شهر قدس برگزار خواهد شد.
| شهرقدس                       | شهرقدس | شهرقدس |
| ---------------------------- | ------ | ------ |
| ورزشگاه شهدای شهرقدس         |        |        |
| ظرفیت: ۲۵٬۰۰۰                |        |        |
| تهرانجام شهدا ۱۳۹۴ (ایران) · |        |        |

## مسابقات
کمیته مسابقات سازمان لیگ برنامه کامل جام شهدا را به شرح زیر اعلام کرد:

### نیمه نهایی
| "جمعه" ۲ بهمن ۱۳۹۴ ۱ | پرسپولیس | ۲-۳   | سایپا                                  | تهران                                                           |
| ۱۵:۰۰                | رامین رضائیان ۳۰' · مهدی طارمی ۳۱' · جری بنگستون ۷۰' · کمال کامیابی‌نیا '۲۱ · میشل اومانیا '۵۵ · فرشاد احمدزاده '۶۸ | گزارش | علی زینالی ۷'، ۷۸' · ابراهیم شکوری '۶۸ | ورزشگاه: شهدای شهرقدس تماشاگران: ۹ هزار نفر داور: محمدرضا فغانی |

| "شنبه" ۳ بهمن ۱۳۹۴ ۲ | ذوب آهن       | ۲-۱   | صبای قم                 | تهران                                  |
| ۱۵:۰۰                | کاوه رضایی ۱' | گزارش | امیرحسین صادقی ۶۳'، ۷۷' | ورزشگاه: شهدای شهرقدس تماشاگران: ۰ نفر |

### رده‌بندی
| "دوشنبه" ۵ بهمن ۱۳۹۴ ۳ | سایپا | ۰-۰ (۲-۳ پنالتی) | ذوب آهن | تهران                                  |
| ۱۵:۰۰                  |       | گزارش            |         | ورزشگاه: شهدای شهرقدس تماشاگران: ۰ نفر |

### فینال
| "سه‌شنبه" ۶ بهمن ۱۳۹۴ ۴ | پرسپولیس                                                                    | ۱-۰   | صبای قم                                                         | تهران                                         |
| ۱۵:۴۵                  | رامین رضاییان '۵۹ · فرشاد احمدزاده '۶۲ · محسن بنگر '۸۱ · میلاد سرلک '۵۹ '۸۴ | گزارش | محمد قاضی ۶۵' · پیام صادقیان '۸ · محمد اوسانی '۲۵ · حامد لک '۹۰ | ورزشگاه: شهدای شهرقدس تماشاگران: پنج هزار نفر |

## نمودار
|  | نیمه نهایی                    | نیمه نهایی                    |   |                               | فینال                         | فینال |  |
|  |                               |                               |   |                               |                               |       |  |
|  | ۲ بهمن – ورزشگاه شهدای شهرقدس |                               |   |                               |                               |       |  |
|  | پرسپولیس                      | ۳                             |   |                               |                               |       |  |
|  | سایپا                         | ۲                             |   |                               |                               |       |  |
|  |                               |                               |   |                               |                               |       |  |
|  |                               |                               |   |                               | ۶ بهمن – ورزشگاه شهدای شهرقدس |       |  |
|  |                               |                               |   |                               | پرسپولیس                      | ۰     |  |
|  |                               | صبای قم                       | ۱ |                               |                               |       |  |
|  |                               |                               |   |                               |                               |       |  |
|  |                               |                               |   |                               |                               |       |  |
|  |                               |                               |   |                               | رده‌بندی                       |       |  |
|  | ۳ بهمن – ورزشگاه شهدای شهرقدس | ۳ بهمن – ورزشگاه شهدای شهرقدس |   | ۵ بهمن – ورزشگاه شهدای شهرقدس | ۵ بهمن – ورزشگاه شهدای شهرقدس |       |  |
|  | ذوب آهن                       | ۱                             |   | سایپا                         | ۰(۳)                          |       |  |
|  | صبای قم                       | ۲                             |   |                               | ذوب آهن                       | ۰(۲)  |  |

## آمار

### گلزنان
۲ گل
- علی زینالی
- امیر حسین صادقی

۱ گل
- رامین رضائیان
- مهدی طارمی
- جری بنگستون
- کاوه رضایی
- محمد قاضی

## رده‌بندی نهایی
| رتبه | تیم      | بازی | ب | م | ب | گ‌ز | گ‌خ | ت‌گ | امتیاز |
| ---- | -------- | ---- | - | - | - | -- | -- | -- | ------ |
| ۱    | صبا      | ۲    | ۲ | ۰ | ۰ | ۳  | ۱  | ۲+ | ۶      |
| ۲    | پرسپولیس | ۲    | ۱ | ۰ | ۱ | ۳  | ۳  | ۰  | ۳      |
| ۳    | سایپا    | ۲    | ۰ | ۱ | ۱ | ۲  | ۳  | ۱– | ۱      |
| ۴    | ذوب‌آهن   | ۲    | ۰ | ۱ | ۱ | ۱  | ۲  | ۱– | ۱      |